# Port (Zwitserland)

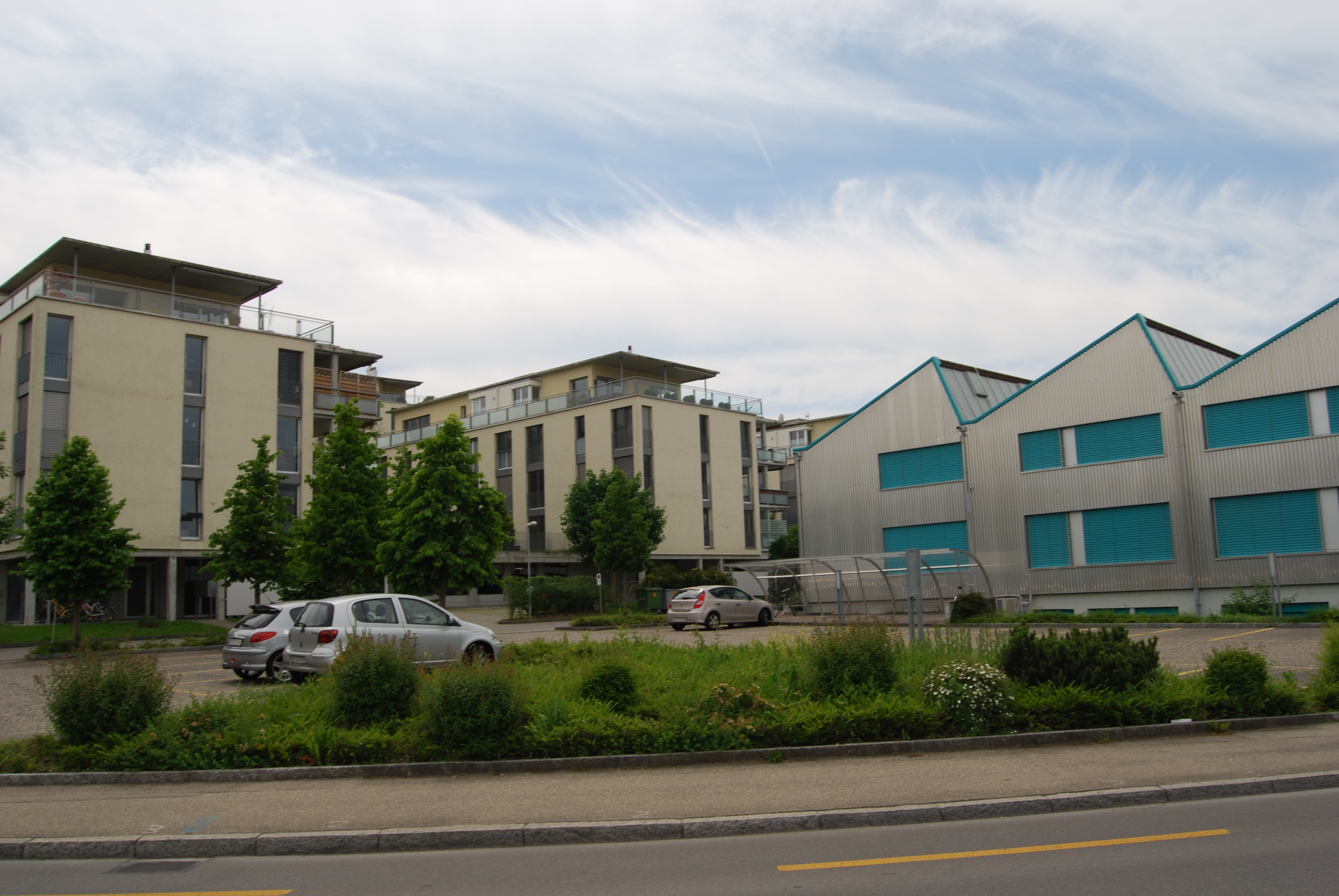
Noibouquartier in Port

Port is een gemeente en plaats in het Zwitserse kanton Bern, en maakt deel uit van het district Biel/Bienne.
Port telt 3.382 inwoners.